# بريجيت ميرا
بريجيت ميرا (بالألمانية: Brigitte Mira)‏ هي مغنية وممثلة ألمانية، ولدت في 20 أبريل 1910 في ألمانيا، وتوفيت في 8 مارس 2005 ببرلين في ألمانيا. من الجوائز التي نالتها نيشان الاستحقاق لبرلين.

## جوائز
- نيشان الاستحقاق لبرلين

## وصلات خارجية
- بريجيت ميرا على موقع IMDb (الإنجليزية)
- بريجيت ميرا على موقع مونزينجر (الألمانية)
- بريجيت ميرا على موقع ألو سيني (الفرنسية)
- بريجيت ميرا على موقع ميوزك برينز (الإنجليزية)
- بريجيت ميرا على موقع أول موفي (الإنجليزية)
- بريجيت ميرا على موقع قاعدة بيانات الأفلام السويدية (السويدية)
- بريجيت ميرا على موقع إن إن دي بي (الإنجليزية)
- بريجيت ميرا على موقع ديسكوغز (الإنجليزية)
- بريجيت ميرا على موقع قاعدة بيانات الفيلم (الإنجليزية)
- بريجيت ميرا على موقع كينوبويسك (الروسية)